# 长宁郡
长宁郡，中国南北朝时设置的郡。
晋安帝侨置长宁郡，治所在长宁县（今湖北省荆门市西北三十里），属荆州。辖境约当今湖北省荆门市及南漳县东南部，南朝宋宋明帝泰始年间改为永宁郡。
北齐置长宁郡，与永丰郡同治在怀柔县（今河北省张家口市涿鹿县保岱镇），属北燕州。北周沿置，隋文帝开皇三年（583年）废长宁郡。所辖怀柔县归属燕州。
北齐又置长宁郡，治所在长宁县（今山山西朔州市境内，一作神池县境内），下辖长宁县、云中县，属北朔州，辖境相当今山西省朔州市一带。北周沿置，北朔州改为朔州，隋文帝开皇三年（583年）废长宁郡。所辖长宁县、云中县归属朔州。